# Unie van Surinaamse Vrouwen
Unie van Surinaamse Vrouwen (USV) is een Surinaamse organisatie die zich richt op vrouwenrechten
De organisatie werd in circa maart 2006 opgericht door Asha Mungra met het doel om belangen van vrouwen te behartigen. De organisatie richt zich op sociaal-maatschappelijke problemen die vrouwen betreffen. Mungra wilde hiermee bereiken dat er een organisatie zou komen die niet alleen gesprekken voert, maar ook in actie komt. De eerste actie van de USV was de oproep het protest te ondersteunen van Dinie Grootfaam onder de Mamabon, een grote groenhartboom die zich recht tegenover Fort Zeelandia bevindt, nabij het gebouw van De Nationale Assemblée. Ondanks haar betrokkenheid bij de BVD, tijdens de verkiezingen een jaar eerder, zou de unie niet politiek gelieerd zijn.
Daarnaast neemt de organisatie politieke en maatschappelijke standpunten in, zoals over vrouwenparticipatie in de politiek of bij de overheid en (huiselijk) geweld tegen vrouwen
De organisatie beperkt zich niet alleen tot vrouwenzaken. Terugkerend vraagt ze aandacht voor het hoge aantal zelfmoorden in Suriname. Maar ook neemt ze standpunten in over politieke onderwerpen, variërend van de stijging van stroomtarieven tot een oordeel over de aanpassing van de casinowet. Nadat de parlementsleden Rashied Doekhie, Ronnie Brunswijk en parlementsvoorzitter Paul Somohardjo op 13 december 2007 in gevecht raakten in De Nationale Assemblée, organiseerde de USV een petitie tegen geweld in het parlement die ruim zevenduizendmaal werd ondertekend.